# Rachelsberg

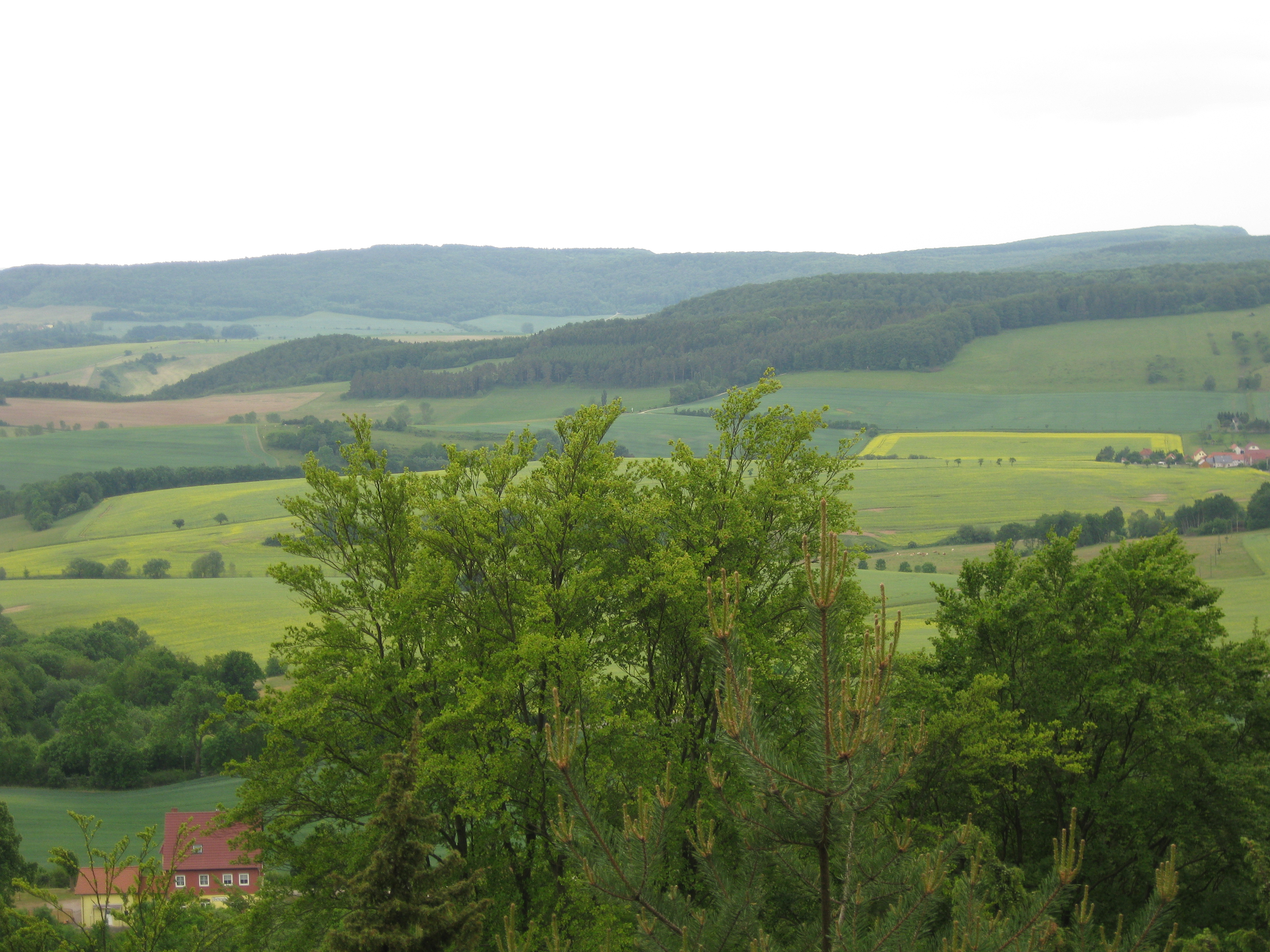
Nordostausläufer der Gobert mit dem Schlittstein und Goberthauptkamm (hinten) und dem ehemaligen Bahnhof Dieterode (vorne; Blick vom Höheberg)

Der Rachelsberg ist ein 523,4 m ü. NHN hoher Berg im Obereichsfeld. Er ist ein Nordausläufer der Gobert und liegt nahe der hessischen Grenze bei Weidenbach im thüringischen Landkreis Eichsfeld (Deutschland).

## Geographie

### Lage
Der Rachelsberg erhebt sich im Westteil des Landkreises Eichsfeld. Sein etwa 650 m nordöstlich der thüringisch-hessischen Grenze und im Gemeindegebiet von Dietzenrode-Vatterode befindlicher Gipfel liegt 1,5 km südlich von Weidenbach, 1,9 km südwestlich von Schwobfeld, 3,1 km nordwestlich von Wiesenfeld, jeweils etwa 4 km südöstlich von Dietzenrode und Vatterode und 2,5 km östlich von Asbach, einem Ortsteil der Gemeinde Asbach-Sickenberg. Die nächstgelegenen Städte sind Bad Sooden-Allendorf, 6,5 km in westlicher Richtung, und Eschwege, 10,5 km in südlicher Richtung (beide im Werra-Meißner-Kreis), sowie Heilbad Heiligenstadt, 12 km in nordnordöstlicher Richtung (im Landkreis Eichsfeld).
Der komplett bewaldete Rachelsberg ist die südwestlichste und höchste Erhebung des kleinen Bergplateaus, zu dem besonders der Dieberg (ca. 500 m), Johannisberg (ca. 470 m) und Großer Knüll (ca. 460 m) gehören und das sich nordöstlich an den Hesselkopf (506 m) anschließt:
Nach Norden erstreckt sich das Plateau bis zum Dieberg und nach Osten zum Großen Knüll mit dem vorgelagerten Kleinen Knüll (391,8 m). In der Nähe des Gipfels befindet sich die kleine Felsspalte Höhle. Nach Nordosten grenzt der Johannisberg unmittelbar an die Eichenberg–Gotha–Saalfelder Störungszone und weiter östlich bildet der Schlittstein (416 m) durch Aufwölbung eine Felsformation aus Dolomit. Auf einem Sporn (ca. 350 m) des Nordwesthangs befindet sich auf ehemaligen hessischen Gebiet liegend die Burgruine Altenstein. Im Südwesten liegt durch die Hessellücke getrennt der Hesselkopf, wo der Hauptkamm der Gobert nach Süden beginnt.

### Naturräumliche Zuordnung
Der Rachelsberg zählt nach der naturräumlichen Gliederung im Blatt Kassel zu den nördlichen Ausläufern der Gobert (Nr. 483.10), einem Teil der Nordwestlichen Randplatte des Thüringer Beckens (483). Entsprechend der innerthüringischen Gliederung (Die Naturräume Thüringens) ist er der Einheit Werrabergland-Hörselberge zugeordnet.

## Schutzgebiete
Auf dem Rachelsberg liegen Teile des Landschaftsschutzgebiets Obereichsfeld (CDDA-Nr. 390325; 2009 ausgewiesen; 384,7677 km² groß), des Fauna-Flora-Habitat-Gebiets Stein–Rachelsberg–Gobert (FFH-Nr. 4726-320; 7,16 km²) und des Vogelschutzgebiets Werrabergland südwestlich Uder (VSG-Nr. 4626-420; 84,33 km²).

## Aussichtspunkt und Wandern
Etwas südwestlich des Rachelsberggipfels gibt es an der Schichtstufe oberhalb einer Felswand aus Muschelkalk eine Sitzgelegenheit für Wanderer und einen Aussichtspunkt nach Südwesten zur Gobert, ins Bad Sooden-Allerdorfer Werratal und auf das angrenzende nordosthessische Bergland.
Der Schlittstein soll als Teil der Geologischen Route des Naturparkes Eichsfeld-Hainich-Werratal ausgewiesen werden. Eine Informationstafel weist bereits auf die besonderen geologischen Gegebenheiten hin.